# Halmi Artúr Lajos
Halmi Artúr Lajos, született Hatschek Arnold (Budapest, 1866. december 8. – New York, 1939. december 4.) magyar festőművész, arcképfestő.

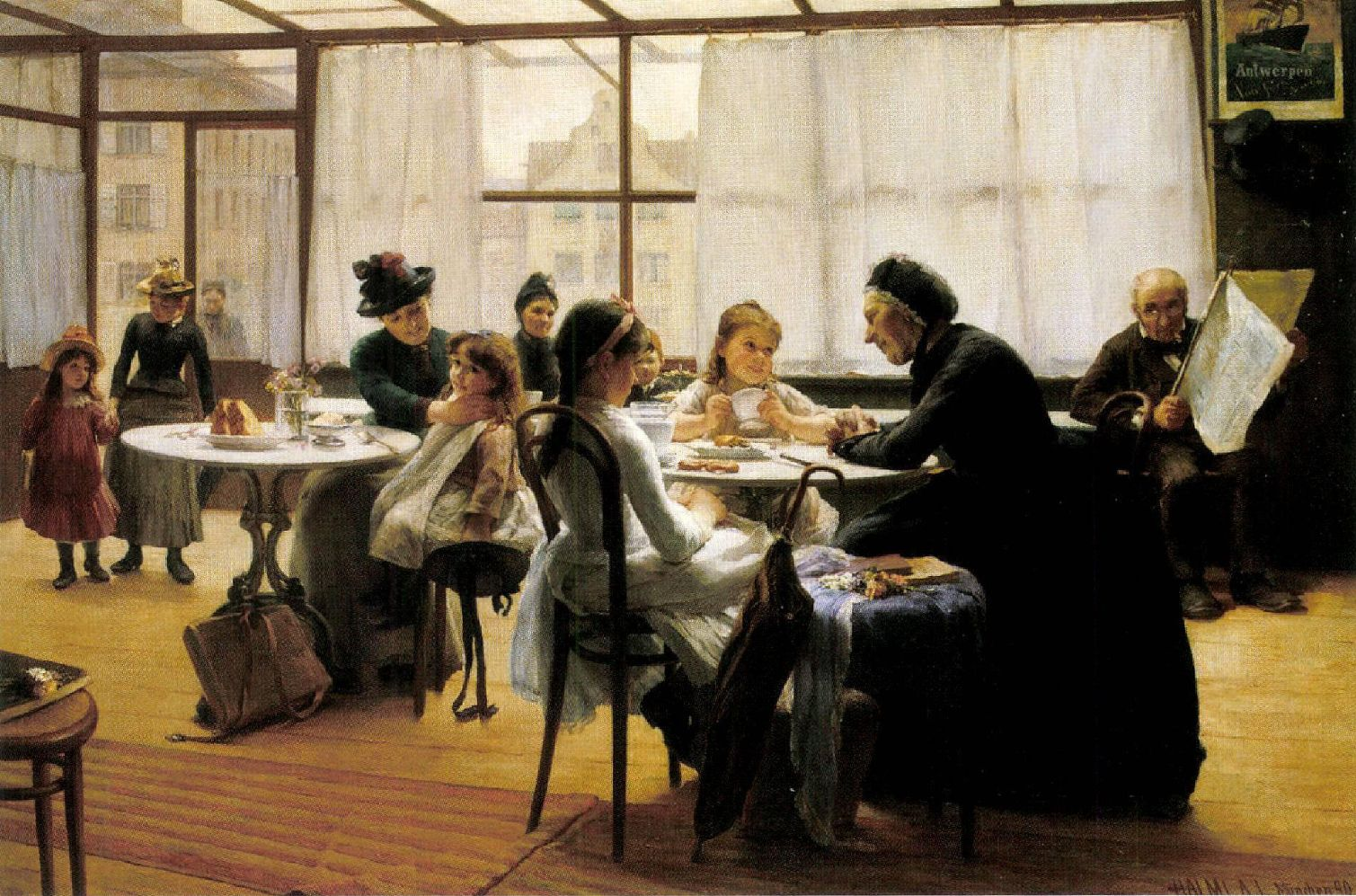
Vizsga után című festménye

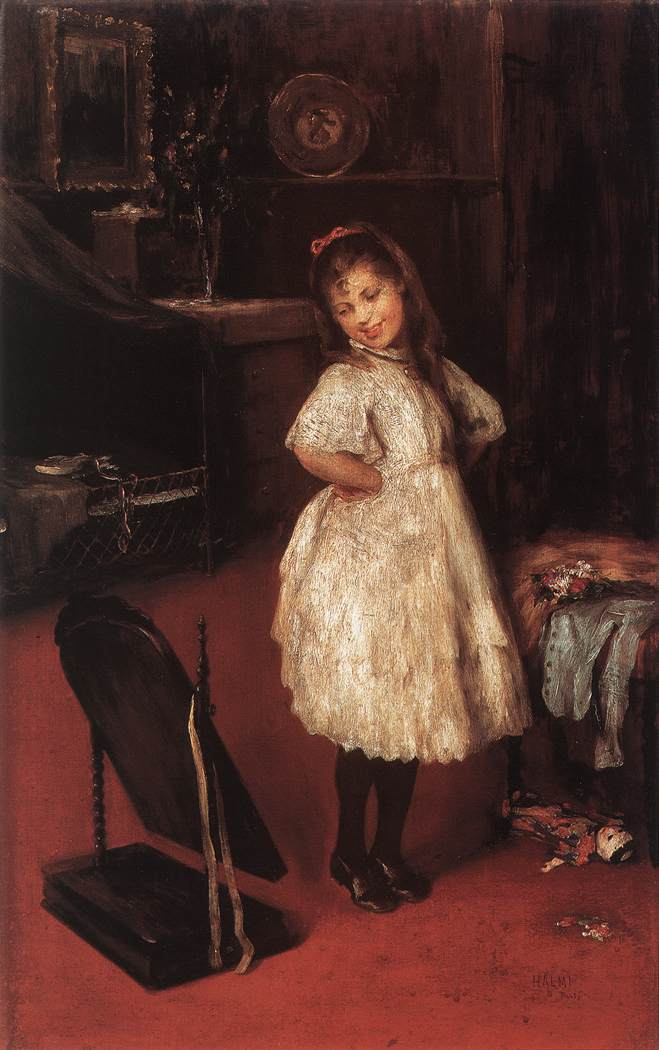
Kislány a tükör előtt című festménye

## Életpályája és munkássága
Hatschek Zsigmond és Spitzer Terézia fiaként született. Eleinte hegedülni tanult és hobbiból készített rajzokat. 1883-ban Bécsbe költözött, mert az ottani Zeneakadémia hallgatója akart lenni. Ott Hans Makart festőművész vette pártfogásába, akinek korai halála késztette Halmit arra, hogy 1884-ben belépjen a Bécsi Festészeti Akadémiára (Vienna Maler Akademie). 1886-ban Münchenbe költözött, és a következő évben a Vizsga után című festményével Munkácsy-díjat, hatezer frankot és párizsi ösztöndíjat nyert. A művet a Magyar Nemzeti Múzeum vásárolta meg. A századforduló előtti években Münchenben (1894–1910) és Berlinben, majd 1906–1909 között Budapesten alkotott. 1910-től az Egyesült Államokban, New Yorkban élt, ahol a kezdeti ismeretlenség után hamarosan a felső osztály népszerű portréfestője lett.
Halmi Párizsban Munkácsy Mihálynál tanult és sikeres festő lett. Műveivel Bécsben kis aranyérmet, Antwerpenben nagy aranyérmet, Budapesten millenáris nagy aranyérmet, Párizsban mention honorable díjat nyert. William Taft amerikai elnökről is készített képet.
Házastársa Kadisch Róza volt, akivel 1907. június 25-én Budapesten, a Terézvárosban kötött házasságot.
1939. december 3-án hunyt el New Yorkban hosszú betegség után.

## Művei
- Vizsga után (1890)
- Kislány a tükör előtt (1890)
- Önarckép (1891, 1913)
- Kézimunkázó hölgy (1892)
- Az ezüstlakodalom napján (1893)
- A király Koller Károly műtermében (1898)
- Fehér ruhás fiatal hölgy portréja (1909)
- A fiatal Lady Dorothy Duveen tollas kalapban (1913)
- Dáma (1914)
- Női portré
- Hölgy sárga virággal
- A köszörűs
- Zongoraóra
- Geraldine Farrar amerikai színésznő, operaénekesnő arcképe

## Fordítás
- Ez a szócikk részben vagy egészben  az   Artúr Lajos Halmi című angol Wikipédia-szócikk ezen változatának fordításán alapul.  Az eredeti cikk szerkesztőit annak laptörténete sorolja fel. Ez a jelzés csupán a megfogalmazás eredetét és a szerzői jogokat jelzi, nem szolgál a cikkben szereplő információk forrásmegjelöléseként.